# Apolysis langemarki
Apolysis langemarki är en tvåvingeart som först beskrevs av Francois 1969.  Apolysis langemarki ingår i släktet Apolysis och familjen svävflugor.
Artens utbredningsområde är Spanien. Inga underarter finns listade i Catalogue of Life.